# کبوتر جنگلی نیلگیری
کبوتر جنگلی نیلگیری (نام علمی: Columba elphinstonii) نام یک گونه از سرده کبوتر است.